# 1981-es magyar birkózóbajnokság
Az 1981-es magyar birkózóbajnokság a hetvennegyedik magyar bajnokság volt. A kötöttfogású bajnokságot május 16. és 17. között rendezték meg Székesfehérváron, a FÁÉV sportcsarnokában, a szabadfogású bajnokságot pedig május 30. és 31. között Budapesten, a Körcsarnokban.

## Eredmények

### Férfi kötöttfogás
| Versenyszám | Arany                         | Arany | Ezüst                         | Ezüst | Bronz                        | Bronz |
| ----------- | ----------------------------- | ----- | ----------------------------- | ----- | ---------------------------- | ----- |
| 48 kg       | Vadász Csaba Bp. Honvéd       |       | Seres Ferenc Honvéd Szondi SE |       | Kéri Sándor Bp. Spartacus    |       |
| 52 kg       | Rácz Lajos Honvéd Szondi SE   |       | Sántha József Újpesti Dózsa   |       | Kovács Sándor Újpesti Dózsa  |       |
| 57 kg       | Sipos Árpád Bp. Honvéd        |       | Doncsecz József Vasas SC      |       | Tóth Gábor Bp. Honvéd        |       |
| 62 kg       | Tóth István Ganz-MÁVAG VSE    |       | Molnár Gyula Ganz-MÁVAG VSE   |       | Zsákai Lajos BVSC            |       |
| 68 kg       | Gaál Károly BVSC              |       | Péter István Szegedi EOL AK   |       | Lakatos András Eger SE       |       |
| 74 kg       | Kocsis Ferenc Ganz-MÁVAG VSE  |       | Nádasi Attila Ferencvárosi TC |       | Vámos Péter Honvéd Szondi SE |       |
| 82 kg       | Toma Mihály Vasas SC          |       | Nagy István Ganz-MÁVAG VSE    |       | Csapó Antal BVSC             |       |
| 90 kg       | Növényi Norbert Bp. Spartacus |       | Fodor János Ferencvárosi TC   |       | Birkás László Szegedi VSE    |       |
| 100 kg      | Gáspár Tamás Ferencvárosi TC  |       | Farkas József Vasas SC        |       | Miholek István Vasas SC      |       |
| +100 kg     | Rovnyai János Bp. Spartacus   |       | Tóth László Újpesti Dózsa     |       | Nagy József Ganz-MÁVAG VSE   |       |

### Férfi szabadfogás
| Versenyszám | Arany                          | Arany | Ezüst                           | Ezüst | Bronz                         | Bronz |
| ----------- | ------------------------------ | ----- | ------------------------------- | ----- | ----------------------------- | ----- |
| 48 kg       | Retkes József Csepel SC        |       | Seres Imre Honvéd Szondi SE     |       | Gyulai Mihály Ferencvárosi TC |       |
| 52 kg       | Szabó Lajos Diósgyőri VTK      |       | Bíró László Ferencvárosi TC     |       | Tóth Ferenc Debreceni MVSC    |       |
| 57 kg       | Szalontai Imre Diósgyőri VTK   |       | Németh Sándor Csepel SC         |       | Kovács Béla Bp. Honvéd        |       |
| 62 kg       | Orbán József Csepel SC         |       | Kiss Sándor Bp. Spartacus       |       | Fodor Mihály Nyíregyházi VSSC |       |
| 68 kg       | Szalontai Zoltán Diósgyőri VTK |       | Tóth László Dunaújvárosi Kohász |       | Zsura János Bp. Honvéd        |       |
| 74 kg       | Fehér István Ferencvárosi TC   |       | Katz Lajos Bajai SK             |       | Gál András Csepel SC          |       |
| 82 kg       | Kovács István Csepel SC        |       | Nagy Lajos Csepel SC            |       | Deák András Diósgyőri VTK     |       |
| 90 kg       | Molnár Géza Bp. Honvéd         |       | Szakkai Attila Bp. Spartacus    |       | Kiss István Bp. Honvéd        |       |
| 100 kg      | Robotka István Bp. Honvéd      |       | Csikós Ferenc Szegedi VSE       |       | Netz István Csepel SC         |       |
| +100 kg     | Balla József Ferencvárosi TC   |       | Szemerédi Péter Haladás VSE     |       | Haller János Bajai SK         |       |